# Opius marcapatanus
Opius marcapatanus är en stekelart som beskrevs av Fischer 1965. Opius marcapatanus ingår i släktet Opius och familjen bracksteklar. Inga underarter finns listade i Catalogue of Life.